# Vietnamesischer Fußballpokal 2014
Der Vietnamesische Fußballpokal 2014 war die 24. Saison eines Ko-Fußballwettbewerbs in Vietnam. Der Pokal wurde von der Vietnam Football Federation organisiert. Er begann mit der  ersten Runde am 8. März 2014 und endete mit dem Finale am 17. August 2014.

## Termine
| Runde         | Datum                |
| ------------- | -------------------- |
| 1. Runde      | 8./9. März 2014      |
| Achtelfinale  | 17./18./20. Mai 2014 |
| Viertelfinale | 8./10. Juni 2014     |
| Halbfinale    | 12. Juli 2014        |
| Finale        | 17. August 2014      |

## Resultate und Begegnungen

### 1. Runde
|                     | Ergebnis        |                    |
| ------------------- | --------------- | ------------------ |
| 8. März 2014        |                 |                    |
| Cần Thơ FC          | 2:1             | An Giang FC        |
| Đắk Lắk FC          | 1:0             | Hà Nội FC (1956)   |
| 9. März 2014        |                 |                    |
| Fico Tây Ninh FC    | 0:2             | Becamex Bình Dương |
| Sanna Khánh Hòa BVN | 2:1             | Huda Huế           |
| Hồ Chí Minh City FC | 0:0 (5:6 i. E.) | FC Đồng Tháp       |

### Achtelfinale
|                     | Ergebnis        |                     |
| ------------------- | --------------- | ------------------- |
| 17. Mai 2014        |                 |                     |
| Cần Thơ FC          | 0:2             | Vicem Hải Phòng     |
| Đồng Tâm Long An    | 3:2             | FC Thanh Hóa        |
| 18. Mai 2014        |                 |                     |
| Hoàng Anh Gia Lai   | 5:1             | CLB Đồng Nai        |
| Than Quảng Ninh FC  | 2:1             | Sanna Khánh Hòa BVN |
| SHB Đà Nẵng         | 5:2             | FC Đồng Tháp        |
| Hà Nội T&T          | 0:0 (5:6 i. E.) | Đắk Lắk FC          |
| 20. Mai 2014        |                 |                     |
| Becamex Bình Dương  | 2:0             | Sông Lam Nghệ An    |
| Vissai Ninh Bình FC | -               | Quảng Nam FC        |

Anmerkung: Das Spiel Vissai Ninh Bình FC VS Quảng Nam FC wurde nicht ausgetragen, da sich Vissai wegen Spielmanipulationen während der Saison zurückzog.

### Viertelfinale
|                    | Ergebnis        |                   |
| ------------------ | --------------- | ----------------- |
| 8. Juni 2014       |                 |                   |
| Becamex Bình Dương | 2:1             | SHB Đà Nẵng       |
| Vicem Hải Phòng    | 3:1             | Quảng Nam FC      |
| Than Quảng Ninh FC | 2:2 (3:4 i. E.) | Hoàng Anh Gia Lai |
| 10. Juni 2014      |                 |                   |
| Đắk Lắk FC         | 1:3             | Đồng Tâm Long An  |

### Halbfinale
|                    | Ergebnis |                   |
| ------------------ | -------- | ----------------- |
| 12. Juli 2014      |          |                   |
| Đồng Tâm Long An   | 1:3      | Vicem Hải Phòng   |
| Becamex Bình Dương | 3:1      | Hoàng Anh Gia Lai |

### Finale
|                    | Ergebnis |                 |
| ------------------ | -------- | --------------- |
| 17. August 2014    |          |                 |
| Becamex Bình Dương | 0:2      | Vicem Hải Phòng |

| Vietnamesischer Pokalsieger 2014 |
| Vicem Hải Phòng                  |